# Коди (Вайоминг)
Коди (англ. Cody) — город, расположенный в округе Парк (штат Вайоминг, США) с населением в 8835 человек по статистическим данным переписи 2000 года. Является административным центром округа Парк.
Город получил своё название в честь американского военного и устроителя популярных зрелищ «Дикий Запад» Уильяма Фредерика Коди, более известного под псевдонимом Буффало Билл.
Коммерческие авиационные перевозки города Коди обслуживает Региональный аэропорт Йеллоустоун.

## География

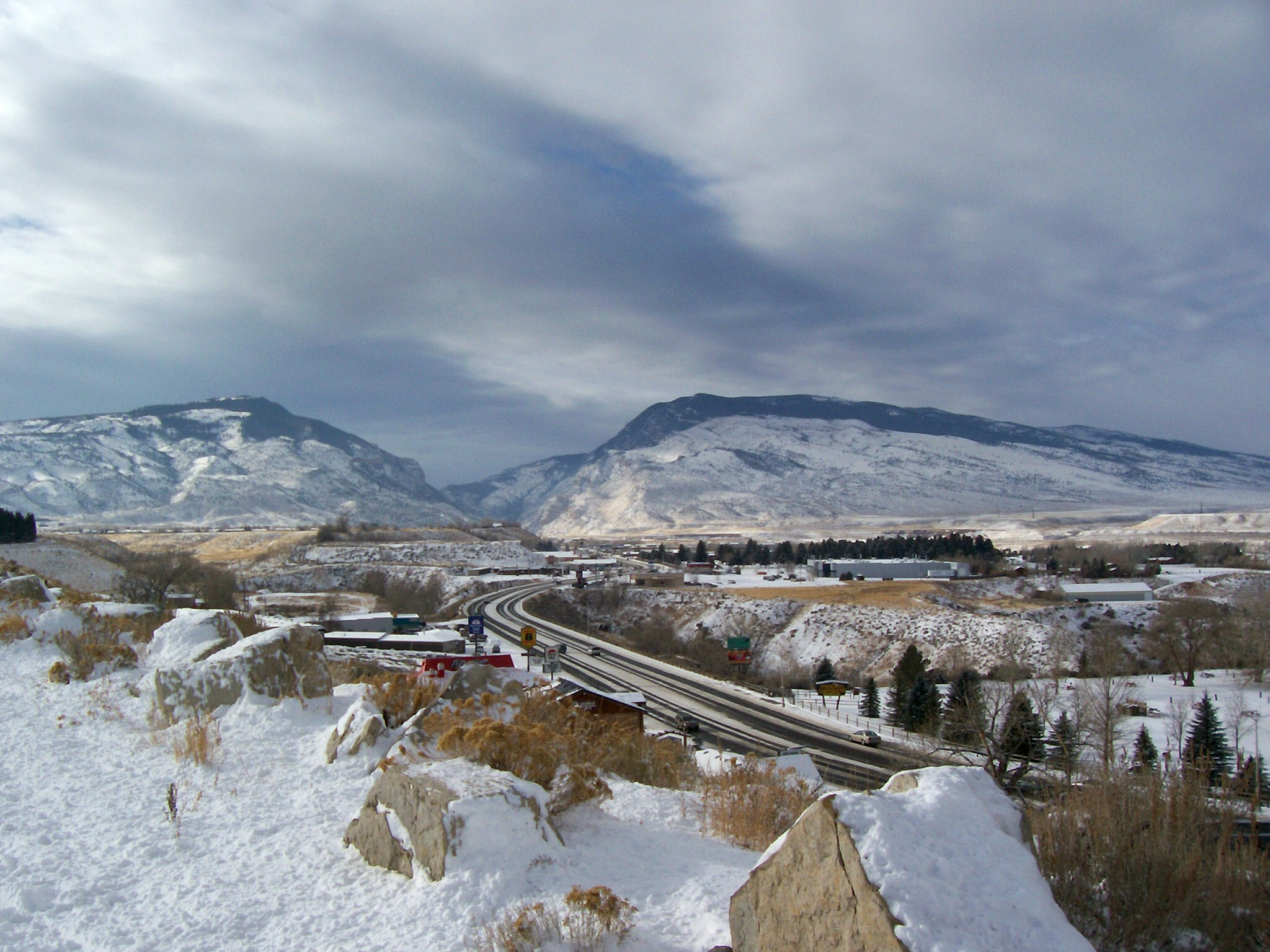
В окрестностях города

По данным Бюро переписи населения США, город Коди имеет общую площадь в 24,6 квадратных километров, из которых 24,09 кв. километров занимает земля и 0,52 кв. километров — вода. Площадь водных ресурсов округа составляет 2,11 % от всей его площади.
Коди находится на высоте 1523 метров над уровнем моря, при этом его территория расположена на трёх высотных уровнях, расстояние между которыми составляет примерно 18 метров. В окрестностях Коди в глубоком каньоне протекает река Шошоне, через которую построено четыре моста: по одному в северной, восточной и два — в западной частях города. Пройдя через северный мост и двигаясь затем около восьми километров, можно дойти до второго окружного города Пауэлл. Дорога по первому из западных мостов ведёт к восточной части Йеллоустонского национального парка, по второму — к каньону Шошоне и далее к дамбе Буффало-Билл.
Город расположен в западной части Бигхорнского Бассейна — низины, окружённой горами и хребтами Бигхорн, Абсарока, Бриджер и Оул-Крик. В западном районе Коди находится глубокий каньон, северный район упирается в гору Раттлснейк, южный — в гору Сидар. Из города открывается потрясающий вид на гору Хат, пик которой находится в 14 километрах к северу от Коди на высоте 2400 метров, а также на гору Картер, вершина которой расположена на высоте 3700 метров в 24 километрах к югу от города.

## Демография
| Год переписи | Нас. |  | %±    |
| ------------ | ---- |  | ----- |
| 1910         | 1132 |  | —     |
| 1920         | 1242 |  | 9,7%  |
| 1930         | 1800 |  | 44,9% |
| 1940         | 2536 |  | 40,9% |
| 1950         | 3872 |  | 52,7% |
| 1960         | 4838 |  | 24,9% |
| 1970         | 5161 |  | 6,7%  |
| 1980         | 6599 |  | 27,9% |
| 1990         | 7897 |  | 19,7% |
| 2000         | 8835 |  | 11,9% |
| 1910–2000    |      |  |       |

По данным переписи населения 2000 года, в Коди проживало 8835 человек, 2403 семьи, насчитывалось 3791 домашнее хозяйство и 4113 жилых домов. Средняя плотность населения составляла около 368 человек на один квадратный километр. Расовый состав Коди по данным переписи распределился следующим образом: 96,90 % белых, 0,10 % — чёрных или афроамериканцев, 0,42 % — коренных американцев, 0,58 % — азиатов, 0,05 % — выходцев с тихоокеанских островов, 1,11 % — представителей смешанных рас, 0,85 % — других народностей. Испаноговорящие составили 2,22 % от всех жителей города.
Из 3791 домашних хозяйств в 29,0 % — воспитывали детей в возрасте до 18 лет, 50,7 % представляли собой совместно проживающие супружеские пары, в 9,5 % семей женщины проживали без мужей, 36,6 % не имели семей. 32,2 % от общего числа семей на момент переписи жили самостоятельно, при этом 12,4 % составили одинокие пожилые люди в возрасте 65 лет и старше. Средний размер домашнего хозяйства составил 2,27 человек, а средний размер семьи — 2,86 человек.
Население города по возрастному диапазону по данным переписи 2000 года распределилось следующим образом: 24,8 % — жители младше 18 лет, 7,2 % — между 18 и 24 годами, 26,4 % — от 25 до 44 лет, 24,9 % — от 45 до 64 лет и 16,6 % — в возрасте 65 лет и старше. Средний возраст жителей составил 40 лет. На каждые 100 женщин в Коди приходилось 90,9 мужчин, при этом на каждые сто женщин 18 лет и старше приходилось 88,1 мужчин также старше 18 лет.
Средний доход на одно домашнее хозяйство в городе составил 34 450 долларов США, а средний доход на одну семью — 40 554 доллара. При этом мужчины имели средний доход в 31 395 долларов США в год против 19 947 долларов среднегодового дохода у женщин. Доход на душу населения в городе составил 17 813 долларов в год. 9,4 % от всего числа семей в округе и 13,9 % от всей численности населения находилось на момент переписи населения за чертой бедности, при этом 19,3 % из них были моложе 18 лет и 11,0 % — в возрасте 65 лет и старше.

## Известные уроженцы и жители
- Джексон Поллок — американский художник, идеолог и лидер абстрактного экспрессионизма
- Алан К. Симпсон — бывший сенатор США от штата Вайоминг и бывший губернатор штата
- Милворд Л. Симпсон — бывший сенатор США от штата Вайоминг и бывший губернатор штата

## Города-побратимы
- Ланчхути, Грузия